# Astrid Kristensson
Astrid Margareta Kristensson, född Zetterstrand den 7 januari 1917 i Stockholm, död 10 januari 2000 i Stockholm, var en svensk jurist och moderat politiker. Som förespråkare för hårdare tag mot brottsligheten fick hon smeknamnet "batongmormor". 
Astrid Kristensson avlade studentexamen i Västerås 1936 och juris kandidatexamen vid Stockholms högskola 1951. Hon var riksdagsledamot åren 1958–1977 och landshövding i Kronobergs län 1977–1983.
Astrid Kristensson var dotter till Björn Zetterstrand. Hon gifte sig 1942 med advokat Rune Kristensson (1908–1977). Makarna är gravsatta i Gustaf Vasa kyrkas kolumbarium vid Odenplan i Stockholm.